# Arycanda hypanis
Arycanda hypanis är en fjärilsart som beskrevs av Pieter Cramer 1779. Arycanda hypanis ingår i släktet Arycanda och familjen mätare. Inga underarter finns listade i Catalogue of Life.